# Cornel Fredericks

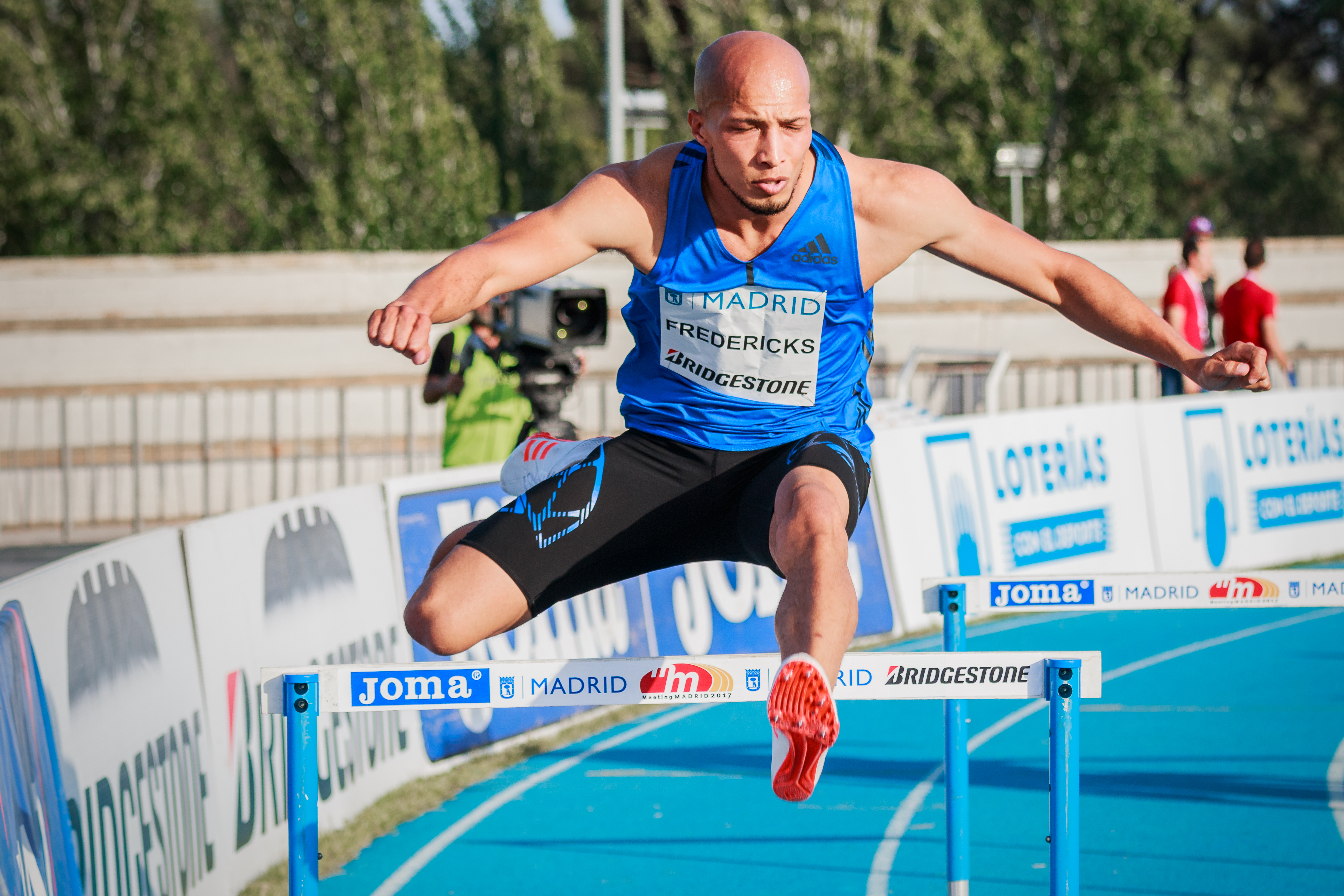
Cornel Fredericks (2017)

Cornel Fredericks (* 3. März 1990 in Worcester, Kapprovinz) ist ein südafrikanischer Hürdenläufer, der sich auf die 400-Meter-Distanz spezialisiert hat.
2010 gewann er Silber bei den Afrikameisterschaften in Nairobi, und 2011 wurde er Fünfter bei den Weltmeisterschaften in Daegu.
Bei den Olympischen Spielen 2012 in London schied er im Vorlauf aus, und bei den Weltmeisterschaften 2013 in Moskau erreichte er das Halbfinale.
2014 siegte er bei den Commonwealth Games in Glasgow, bei den Afrikameisterschaften in Marrakesch und beim Continental-Cup in Marrakesch.
Seine persönliche Bestzeit von 48,14 s stellte er am 10. April 2011 in Durban auf.